# Polyscias verticillata
Polyscias verticillata là một loài thực vật có hoa trong Họ Cuồng cuồng. Loài này được B.C.Stone miêu tả khoa học đầu tiên năm 1966.